# Rob Barrett
Rob Barrett (ur. 29 stycznia 1969) – amerykański muzyk, kompozytor, wokalista, autor tekstów i instrumentalista. Rob Barrett znany jest przede wszystkim z wieloletnich występów w grupie muzycznej Cannibal Corpse. Jest także członkiem formacji Eulogy. Wcześniej występował z zespołach Solstice i Malevolent Creation. W międzyczasie był także członkiem HatePlow. Wystąpił ponadto gościnnie na płytach takich zespołów jak: Infernäl Mäjesty, Pro-Pain czy Unearthed. Brał także udział w nagraniach okolicznościowej kompilacji różnych wykonawców Roadrunner United.
Muzyk jest endorserem gitar amerykańskiego producenta firmy Dean.

## Instrumentarium
- Dean Caddy (Cadillac) Guitars[10]
- 1989 Gibson Les Paul Standard Showcase Edition Silverburst[10]
- 1989 Gibson Les Paul Standard Cherry Sunburst[10]
- Charvel 750XL White Guitar[10]
- Mesa Boogie Dual Rectifier 2 Channel Heads[10]
- 4 Mesa Boogie Rectifier Standard 4x12 Cabinets (Celestion V30 Speakers)[10]
- Crate 4x12" Cabinets (Celestion Vintage 30 Speakers)[10]
- Boss NS-2 Noise Supressor[10]
- Boss MT-2 Metal Zone Pedal[10]
- Boss TU-2 Chromatic Tuner[10]
- Monster Cables[10]
- D'Addario 13-56 (lub 13-63)[10]
- Dunlop .88mm guitar picks[10]

## Filmografia
- Ace Ventura: Psi detektyw (jako on sam, członek Cannibal Corpse; 1994, komedia, reżyseria: Tom Shadyac)[11]